# Joaquín (Texas)
Joaquín es una ciudad ubicada en el condado de Shelby en el estado estadounidense de Texas. En el Censo de 2010 tenía una población de 824 habitantes y una densidad poblacional de 135,84 personas por km².

## Geografía
Joaquín se encuentra ubicada en las coordenadas 31°57′56″N 94°2′54″O / 31.96556, -94.04833. Según la Oficina del Censo de los Estados Unidos, Joaquín tiene una superficie total de 6.07 km², de la cual 6.05 km² corresponden a tierra firme y (0.21%) 0.01 km² es agua.

## Demografía
Según el censo de 2010, había 824 personas residiendo en Joaquín. La densidad de población era de 135,84 hab./km². De los 824 habitantes, Joaquín estaba compuesto por el 76.7% blancos, el 15.41% eran afroamericanos, el 0.97% eran amerindios, el 0% eran asiáticos, el 0% eran isleños del Pacífico, el 5.1% eran de otras razas y el 1.82% pertenecían a dos o más razas. Del total de la población el 10.56% eran hispanos o latinos de cualquier raza.